# Edison (Nebraska)
Edison – wieś w Stanach Zjednoczonych, w stanie Nebraska, w hrabstwie Furnas.